# گلوان درزانی
گلوان درزانی یک روستا در ایران است که در دهستان چهارگنبد شهرستان سیرجان واقع شده‌است.